# ハロルド・マクスウィーン
ハロルド・マクスウィーン（Harold "Hap" Y. McSween、1945年 - ）はアメリカ合衆国の宇宙物理学者である。テネシー大学の惑星科学の教授を務め、隕石の研究で知られる。
コンドライトの研究を通して太陽系の生成理論についてに研究した。多くの著書、論文を発表している。国際隕石学会の会長、アメリカ地質学会の惑星部門の議長、アメリカ航空宇宙局 (NASA) や米国学術研究会議の諮問委員会のメンバーを務めた。
アメリカの火星探査計画、マーズ・パスファインダーやマーズ・グローバル・サーベイヤー、2001マーズ・オデッセイ、マーズ・エクスプロレーション・ローバーの研究チームに参加した。準惑星ケレスおよび小惑星ベスタを目標とする無人探査機ドーンの研究チームにも参加している。2001年に国際隕石学会からレオナード・メダルを受賞した他、アメリカ芸術科学アカデミーからフェロー・メダルを受賞した。
小惑星(5223)はマクスウィーンと命名された。